# ESL Meisterschaft
Die ESL Meisterschaft (bis Februar 2015 ESL Pro Series, kurz: EPS) ist eine auf den deutschsprachigen Raum begrenzte E-Sport-Liga der Electronic Sports League. 

## Geschichte

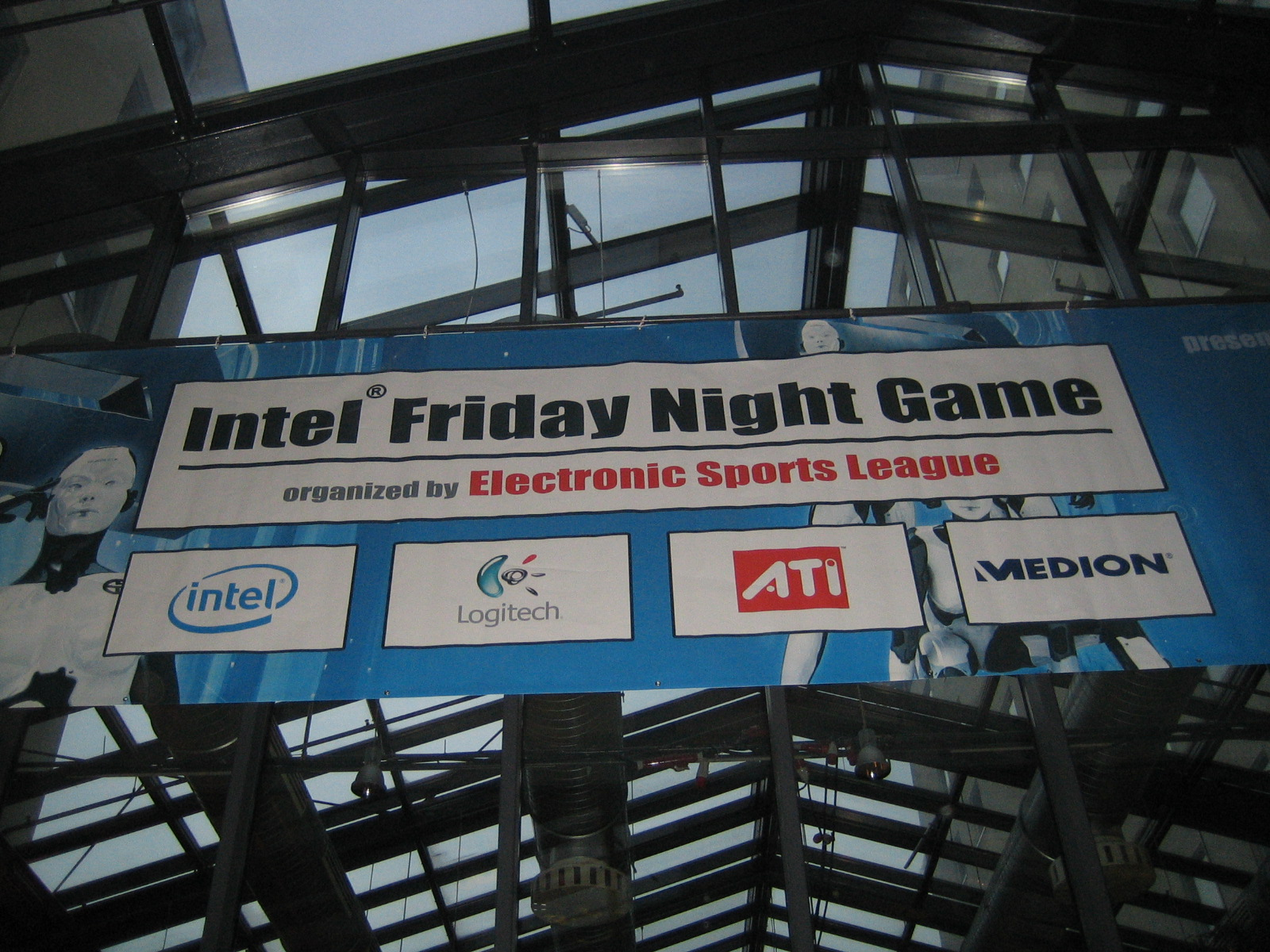
Intel Friday Night Game 2006 in Berlin

Die ESL Pro Series wurde am 1. August 2002 als „Königsklasse“ der ESL angekündigt und startete am 1. September 2002 als zu dieser Zeit höchstdotierte nationale Wettbewerbsform. Der Veranstalter bewarb sie für lange Zeit als Bundesliga des E-Sport. Die gespielten Disziplinen der ESL Meisterschaft wechselten im Verlaufe der Jahre regelmäßig. Aktuell sind mit Counter-Strike: Global Offensive, Dota 2, Warcraft III: Reforged und Clash of Clans vier Spiele Teil des Kalenders (Stand: Frühling 2021). Die Gewinner gelten als nationale Meister in ihrer jeweiligen Disziplin.
Es wurde ab 2012 bis 2020 jeweils eine Frühlingsmeisterschaft, Sommermeisterschaft und Wintermeisterschaft ausgetragen. Zuvor wurden nur zwei Saisons pro Jahr gespielt. Das Finale jeder Saison wird auf einer LAN-Veranstaltung zwischen den jeweils vier besten Spielern bzw. Teams ausgetragen. Von der Wintersaison 2013 bis zur Frühjahrssaison 2017 wurden online sogenannte Cups ausgetragen, an welchen jeweils 16 Spieler bzw. Teams teilnahmen. In diesen im K.-o.-System ausgetragenen Cups sammelten die Teilnehmer für jeden geschlagenen Gegner Punkte an. So erhielten alle Achtelfinalisten fünf Punkte, alle Viertelfinalisten 15 Punkte, die beiden Halbfinalisten 30 Punkte, der Finalist 50 Punkte und der Gewinner 75 Punkte. Nach fünf ausgetragenen Cups durften die acht Teilnehmer mit den meisten Punkten sich über den Einzug in die Playoffs freuen. Dort wurden schließlich die Finalteilnehmer ermittelt. An den Cups dürfen die acht Playoff-Teilnehmer der Vorsaison und die acht bestpositionierten Vertreter aus der für jeden zugänglichen ESL Major Ladder-Liga teilnehmen. Seit der Sommermeisterschaft werden die Playoffteilnehmer, wie bereits bis 2013 üblich, wieder im Round-Robin-System gefunden. Bis 2011 fanden freitags innerhalb der Saison auch regelmäßig Spiele im LAN statt, bei denen man vor Ort zuschauen konnte. Diese Events, welche nach dem ESL-Sponsor Intel und dem Veranstaltungstag Intel Friday Night Game (iFNG) benannt wurden, wurden in verschiedenen großen Städten Deutschlands veranstaltet. Die Nächte gerieten insbesondere nach dem Amoklauf von Winnenden 2009 in die Kritik und wurden daraufhin in vielen Städten verboten.
Während der E-Sport auf internationaler Ebene in den 2010er Jahren enorm gewachsen ist, verlor die ESL Meisterschaft an Bedeutung. In der ersten Saison des Jahres 2008 (EPS XII) wurde in Deutschland noch ein Gesamtpreisgeld von 170.000 Euro ausgeschüttet, während der Frühlingsmeisterschaft 2015 waren es mit Reisekostenunterstützung nur noch etwa 44.000 Euro. In einem Interview mit 99damage im August 2015 bezeichnete der damalige mousesports-Manager Christian „PsYcHo“ Lenz das Turnier als einen „Funcup“.
Neben der ESL Meisterschaft im deutschsprachigen Raum veranstaltet die ESL auch in anderen Staaten nationale Meisterschaften. Beispiele dafür sind die ESL UK Premiership im Vereinigten Königreich oder die ESL Mistrzostwach Polski in Polen. Auch für die Alpenländer Österreich, Schweiz und Liechtenstein gab es von 2005 bis 2010 eine eigene regionale Meisterschaft, die EPS Alpen.

### ESL Meisterschaft 2020
Nach Ende der Wintermeisterschaft 2019 gab die ESL bekannt, dass die ESL Meisterschaft 2020 mit einem anderen Format und anderen Spielen zurückkehren wird. League of Legends und FIFA verschwanden aus der Meisterschaft und wurden durch Dota 2, Warcraft III: Reforged und Clash of Clans ersetzt, während Counter-Strike: Global Offensive erhalten blieb. Die Anzahl der Saisons wurde von drei auf zwei reduziert, zudem verzichtete man drauf die Saisons nach den Jahreszeiten zu benennen, sondern setzte auf eine Zusammensetzung der Jahreszahl und Nummerierung dieser. 
Das neue Format unterscheidet sich vor allem darin, dass ein zwei Gruppen System eingeführt wurde und die Anzahl der Teams von 10 auf 12 angehoben wurde. Statt das jedes Team einmal gegen alle anderen aus der Liga spielt, musste ein Team in einer Hin- und Rückrunde gegen die Teams aus ihrer Gruppe antreten. Während der regulären Gruppenphase sammeln die Teams punkte, um sich für die Playoffs zu qualifizieren, in der sie auf die Teams der jeweils anderen Gruppe treffen. Die ersten drei jeder Gruppe erreichen die Playoffs. Dort trifft in der ersten Runde („Viertelfinale“) jeweils der zweitplatzierte der einen Gruppe auf den drittplatzierten der anderen Gruppe. Die Sieger dieser Matches treffen in der zweiten Runde („Halbfinale“) auf einen Gruppensieger, wobei der Turnierbaum so gesetzt wird, dass erster und zweiter derselben Gruppe erst im Finale wieder aufeinander treffen können.
Für die erste Counter-Strike: Global Offensive Saison des Jahres 2020 wurde im Januar extra ein geschlossener Qualifier angesetzt, um die letzten offenen Plätze, welche durch das neue Format hinzugekommen sind, zu füllen. Für die neuen Spiele gab es Open Qualifier, sowie Closed Qualifier, über die man sich für die Saison qualifizieren konnte. In Warcraft III: Reforged gab es zudem auch direkte Einladungen an die vier besten Spieler aus dem Open Cup Ranking, welche in Deutschland und Österreich leben. Unter den Eingeladenen Spielern sind auch Größen wie Yoan „ToD“ Merlo und Daniel „XlorD“ Spenst vertreten, letzterer hat die EPS in Warcraft III einige Saisons lang dominiert.
Es war geplant die Finalspiele von Counter-Strike: Global Offensive im Mai vor Zuschauern auszutragen, welches aber durch die COVID-19-Pandemie verhindert wurde. Ebenfalls war es geplant die Finalspiele von Warcraft III: Reforged, Dota 2 und Clash of Clans auf der Gamescom 2020 vor Zuschauern zu spielen, was aber ebenfalls nicht möglich war. Durch die Pandemie wurde auch in der zweiten Saison des Jahres auf ein Finale vor Zuschauern verzichtet, stattdessen wurden die Partien online ausgetragen, die Produktion fand weiterhin offline in einem Studio statt.